# 黄永生 (1934年)
黄永生（1934年12月2日—2013年8月4日），浙江宁波人。滑稽家。

## 生平
早年就读于上海私立德道小学和上海静安区二中心小学。1949年至1952年在上海民中文具厂当学徒。之后加入中国人民解放军，在上海警备区文工团当演员。1977年，在上海广播电视艺术团当演员。师从袁一灵，创建上海说唱派，代表作有《热心人》、《买药》、《香烟头》、《做人要做十三点》等，作品《新上海游》获得第一届中国曲艺牡丹奖。2013年8月去世。